# Atelier Cézanne

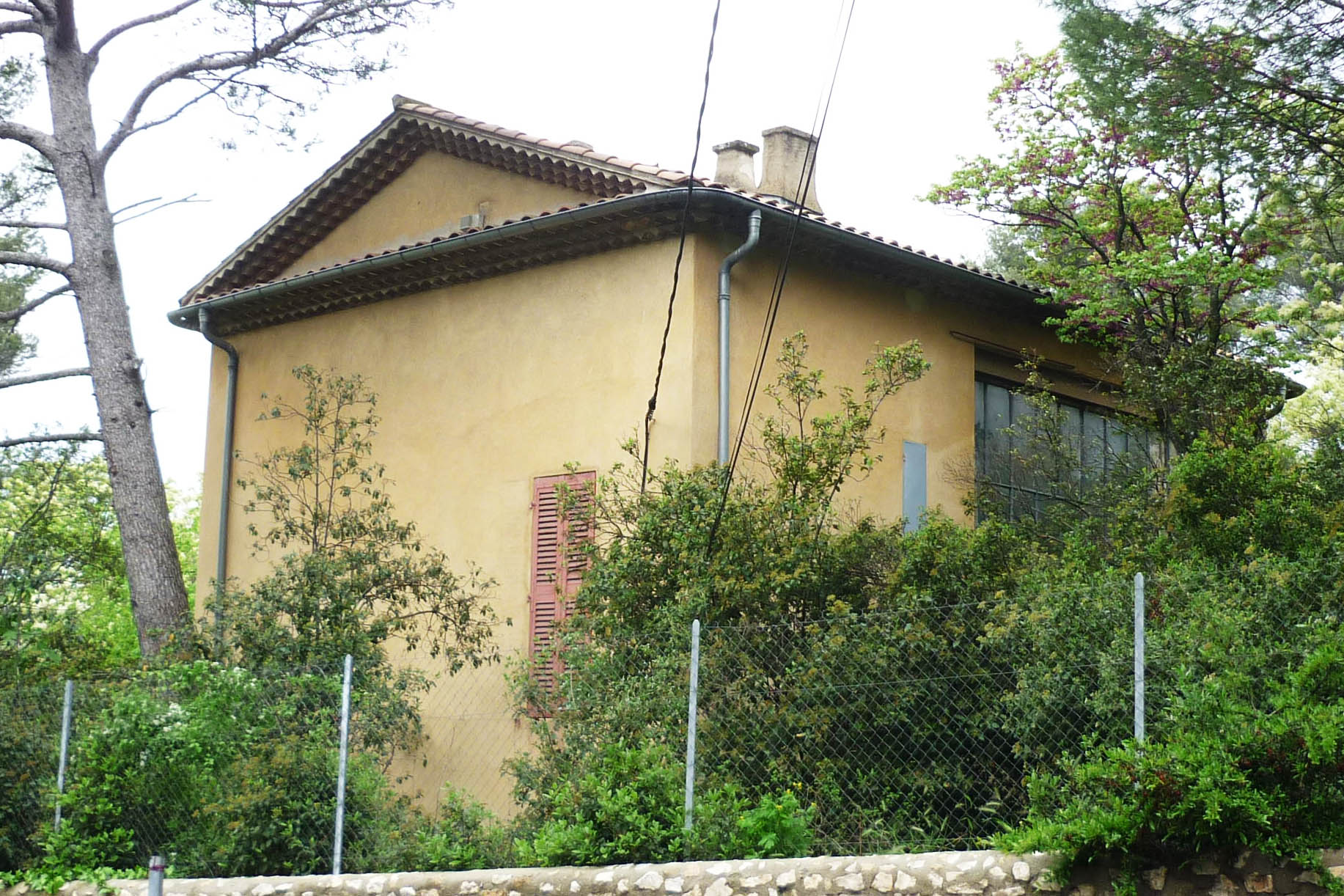
Das Atelierhaus von Paul Cézanne

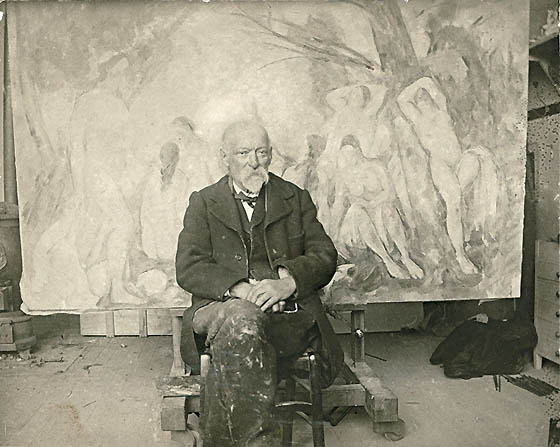
Paul Cézanne im Atelier, 1904. Foto von Émile Bernard

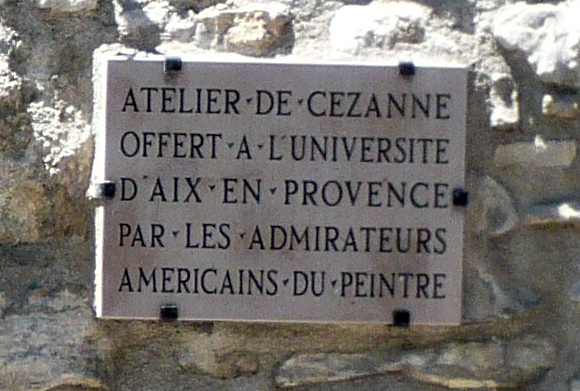
Plakette am Atelier

Das Atelier de Cézanne (auch Atelier des Lauves genannt) ist ein Museum in Aix-en-Provence. Es befindet sich im Norden der Stadt in der 9 Avenue Paul Cézanne im Obergeschoss eines kleinen Hauses auf dem Hügel Les Lauves. Paul Cézanne fertigte hier einige seiner Bilder an, darunter die letzten Werke der Großen Badenden. In dem Museum wurde versucht, die Arbeitsatmosphäre des Künstlers nachzustellen. Zu sehen sind seine Staffelei, Farbtöpfe, Arbeitskleidung und Gegenstände, die er als Motive für seine Stillleben verwendete.

## Geschichte
Paul Cézanne kaufte im November 1901 von Joseph Bouquier ein kleines Anwesen auf dem Hügel Les Lauves oberhalb von Aix, um sich dort ein neues Atelier einzurichten. Das Atelier befand sich zu der Zeit noch außerhalb der Stadt und war von 7000 Quadratmetern landwirtschaftlich genutzter Fläche umgeben, auf der Oliven- und Feigenbäume wuchsen. Das Haus konnte nach zehnmonatiger Bauzeit fertiggestellt werden. 1904 bezog der Kunsttheoretiker Émile Bernard für kurze Zeit das Erdgeschoss im Atelier.
Nach dem Tod von Cézanne 1906 blieb das Atelier für fünfzehn Jahre geschlossen. 1921 verkaufte Cézannes Sohn Paul es an Marcel Provence, der hier bis zu seinem Tod 1951 wohnte. 1952 gründeten James Lord und John Rewald das Cézanne Memorial Committee, um das Atelier vor dem Abriss zu bewahren. Sie kauften das Atelier mit US-amerikanischen Spendengeldern und verschenkten es an die Universität Aix-Marseille. 
Das Ateliermuseum wurde am 8. Juni 1954 eröffnet und 1969 von der Stadt Aix-en-Provence erworben. Im Mai 1974 wurde es in die Liste der Monument historique aufgenommen.

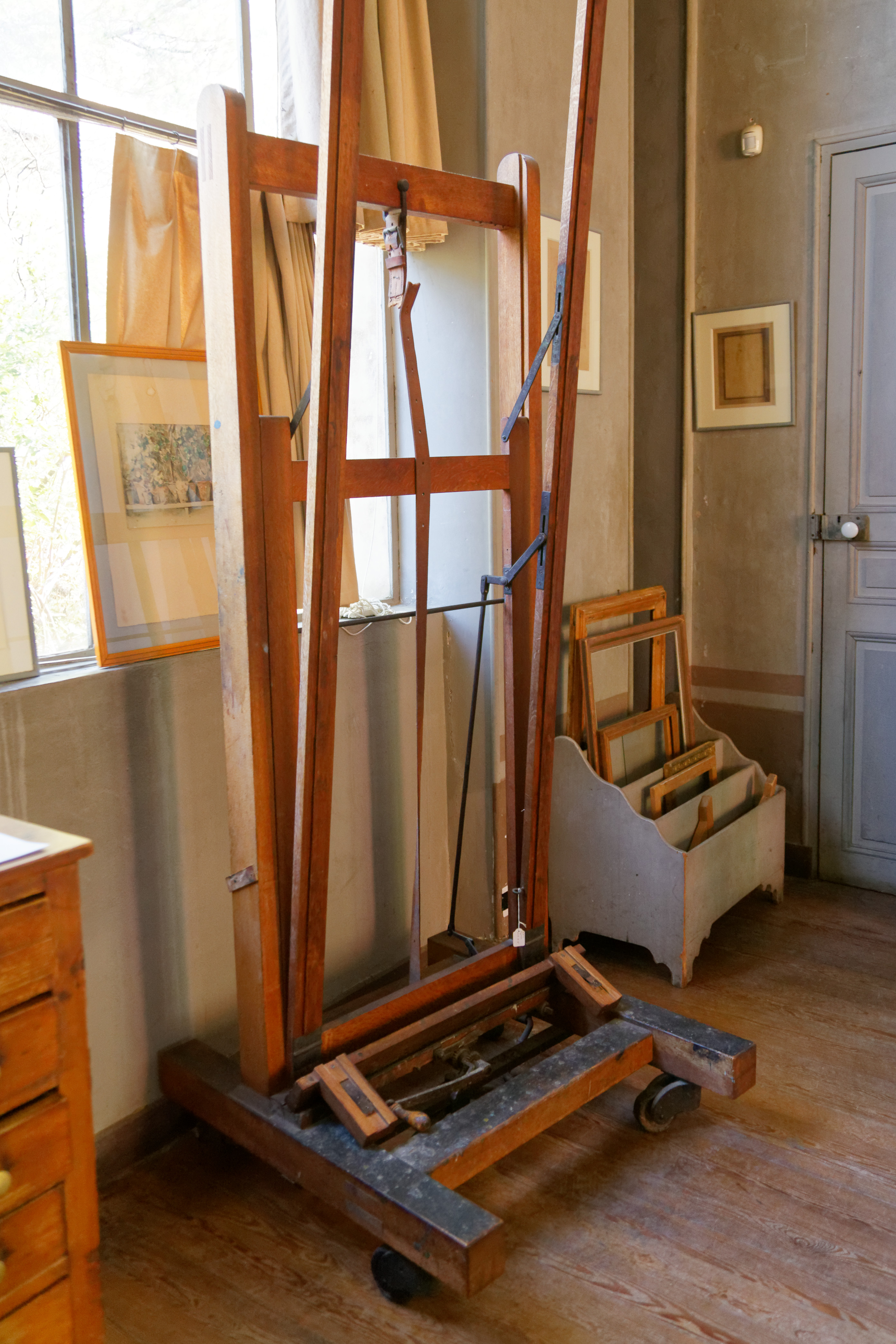
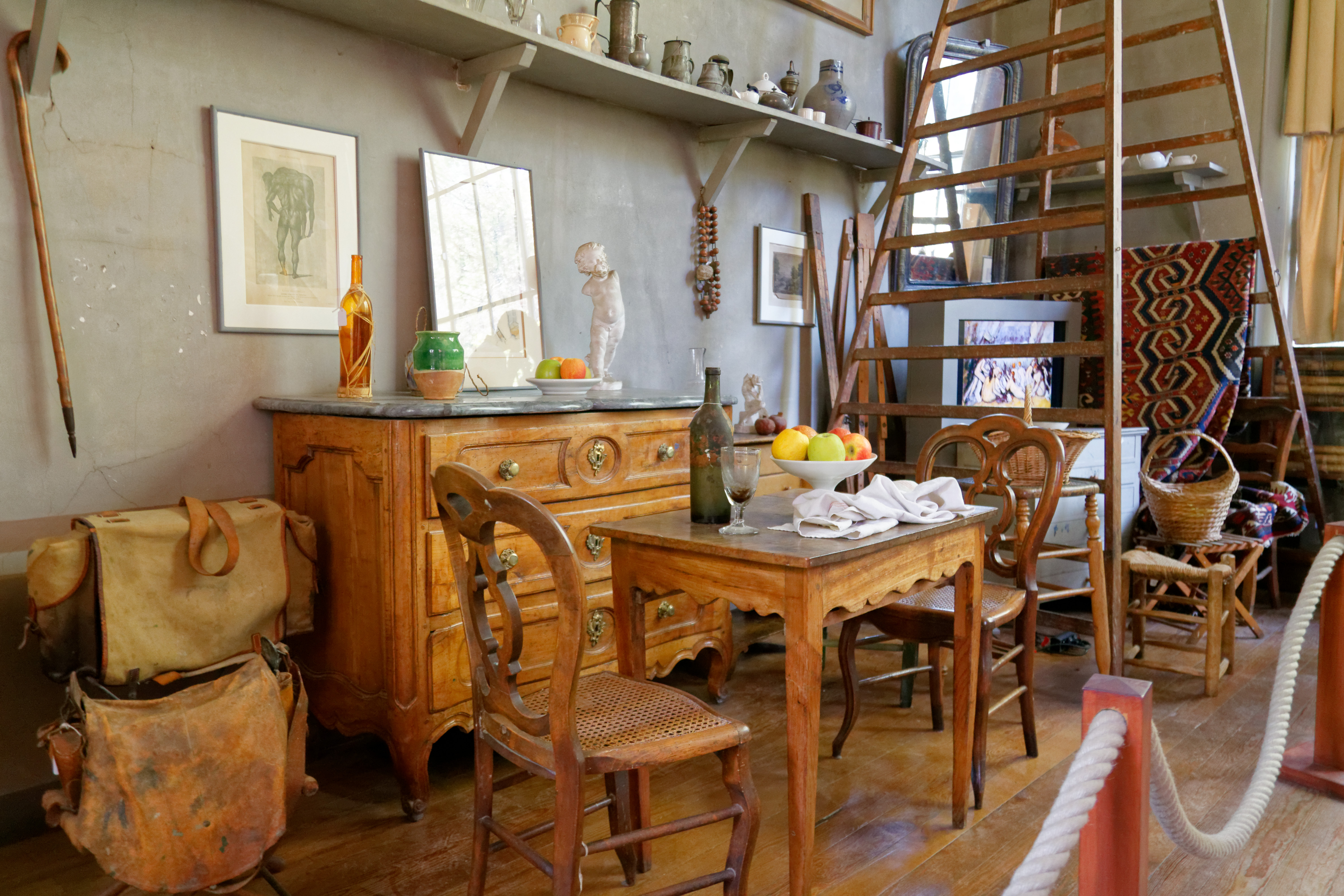
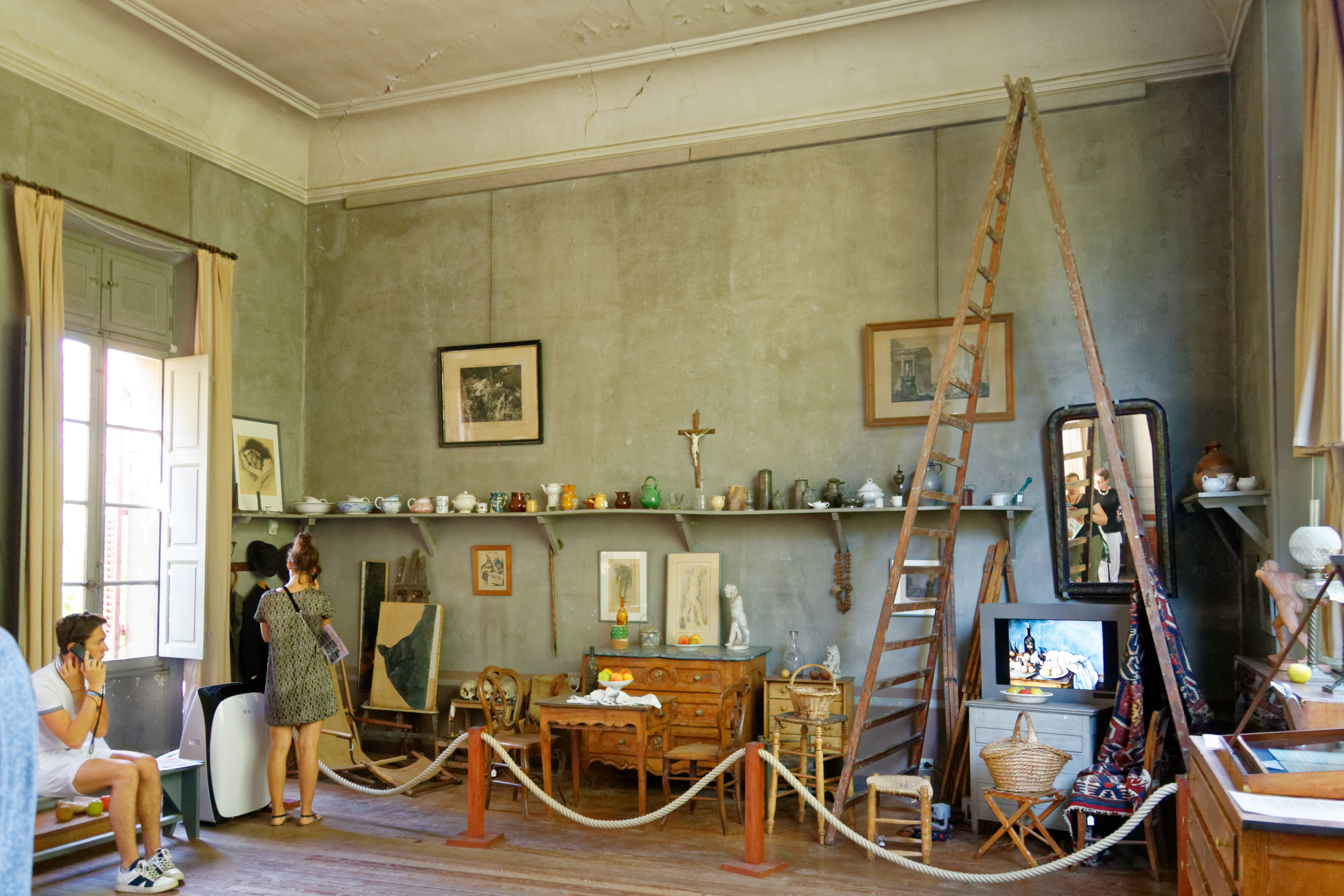
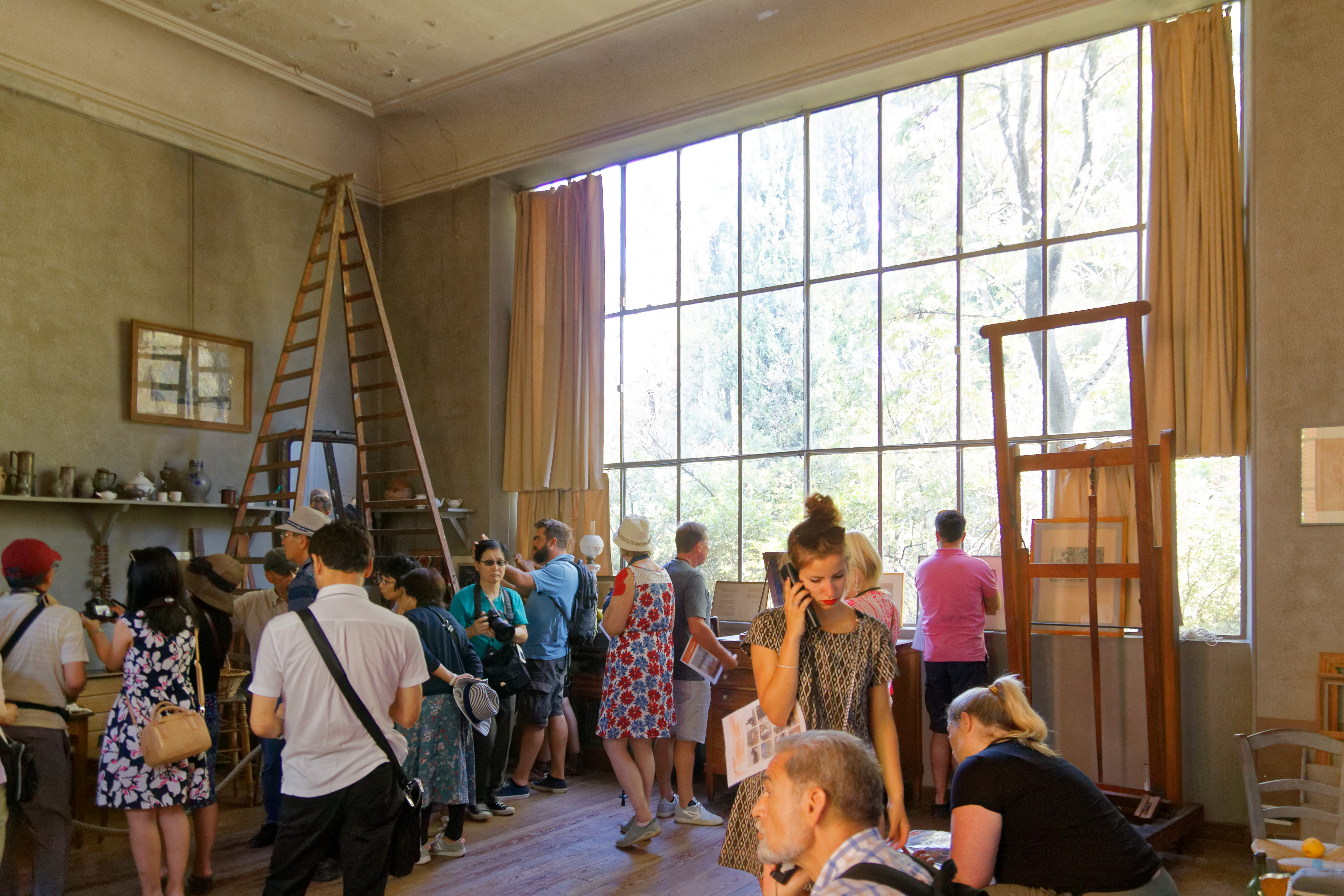
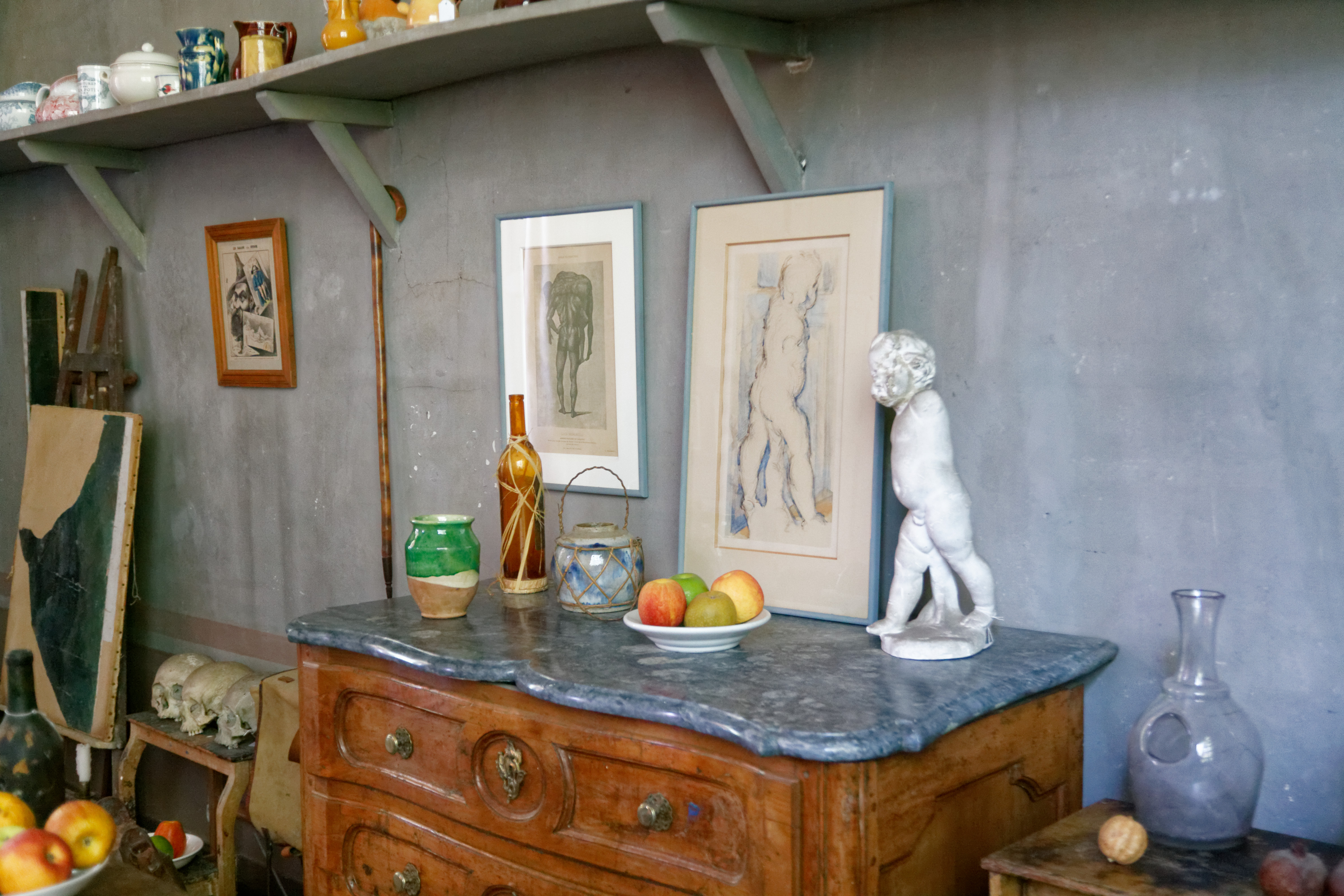
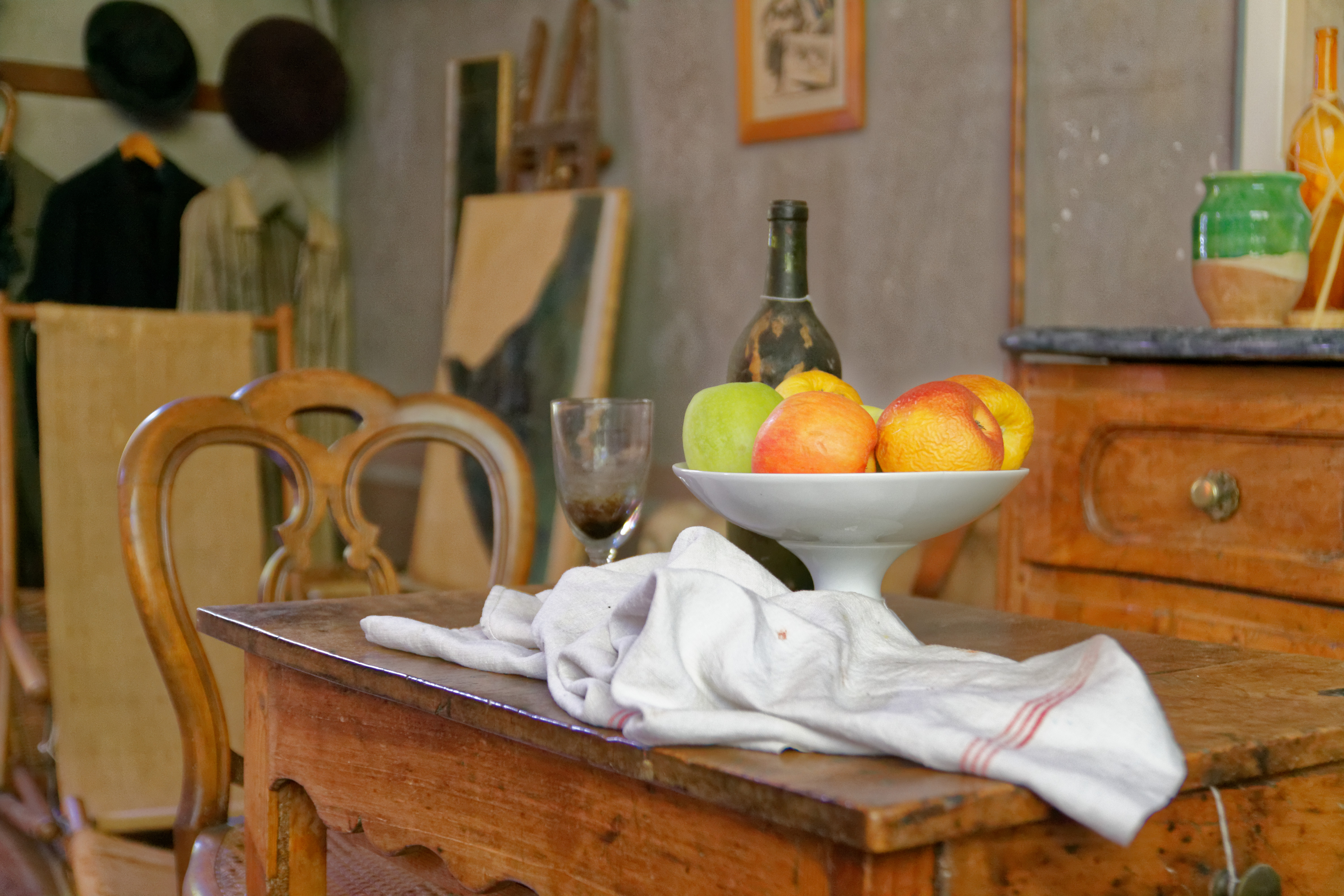
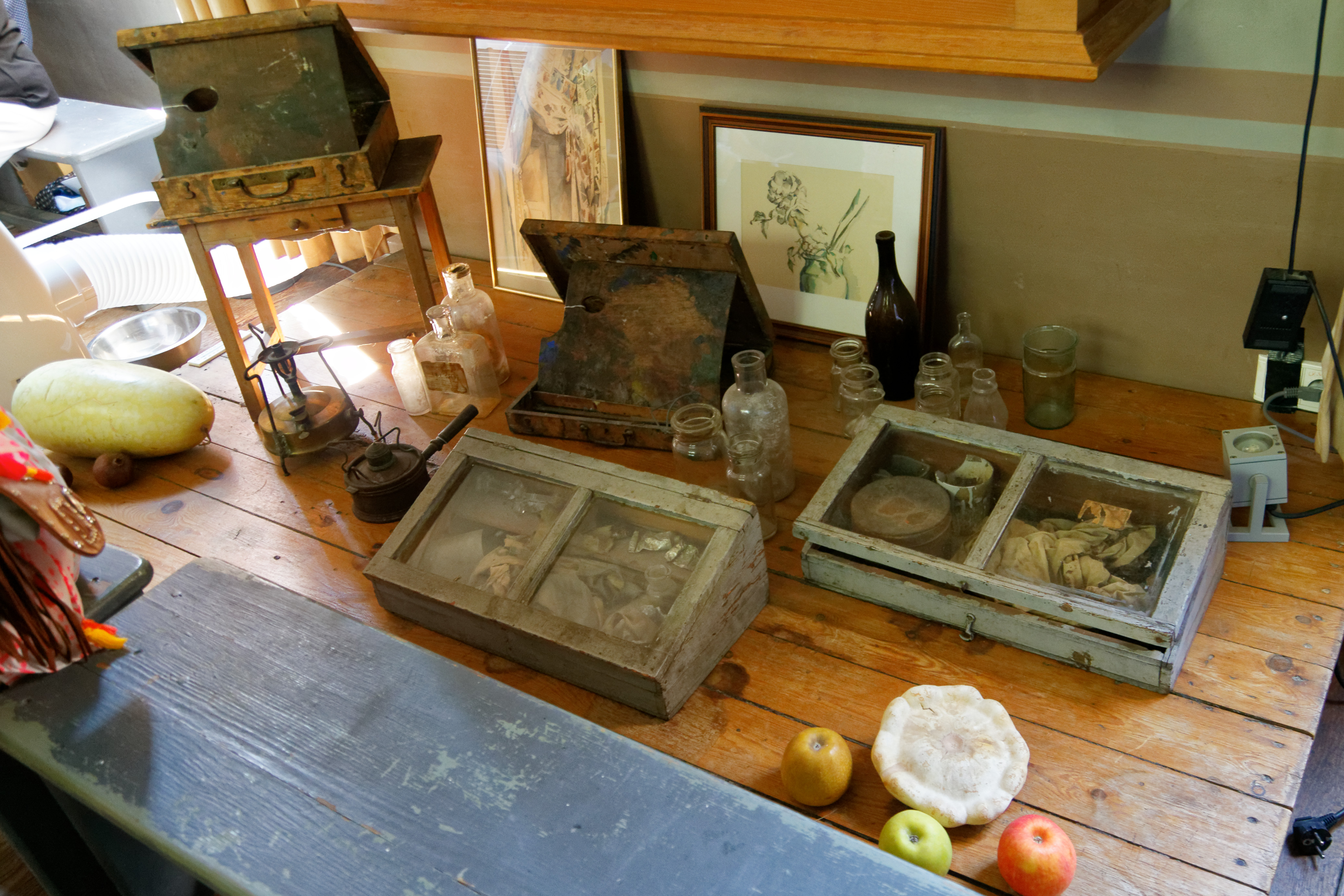
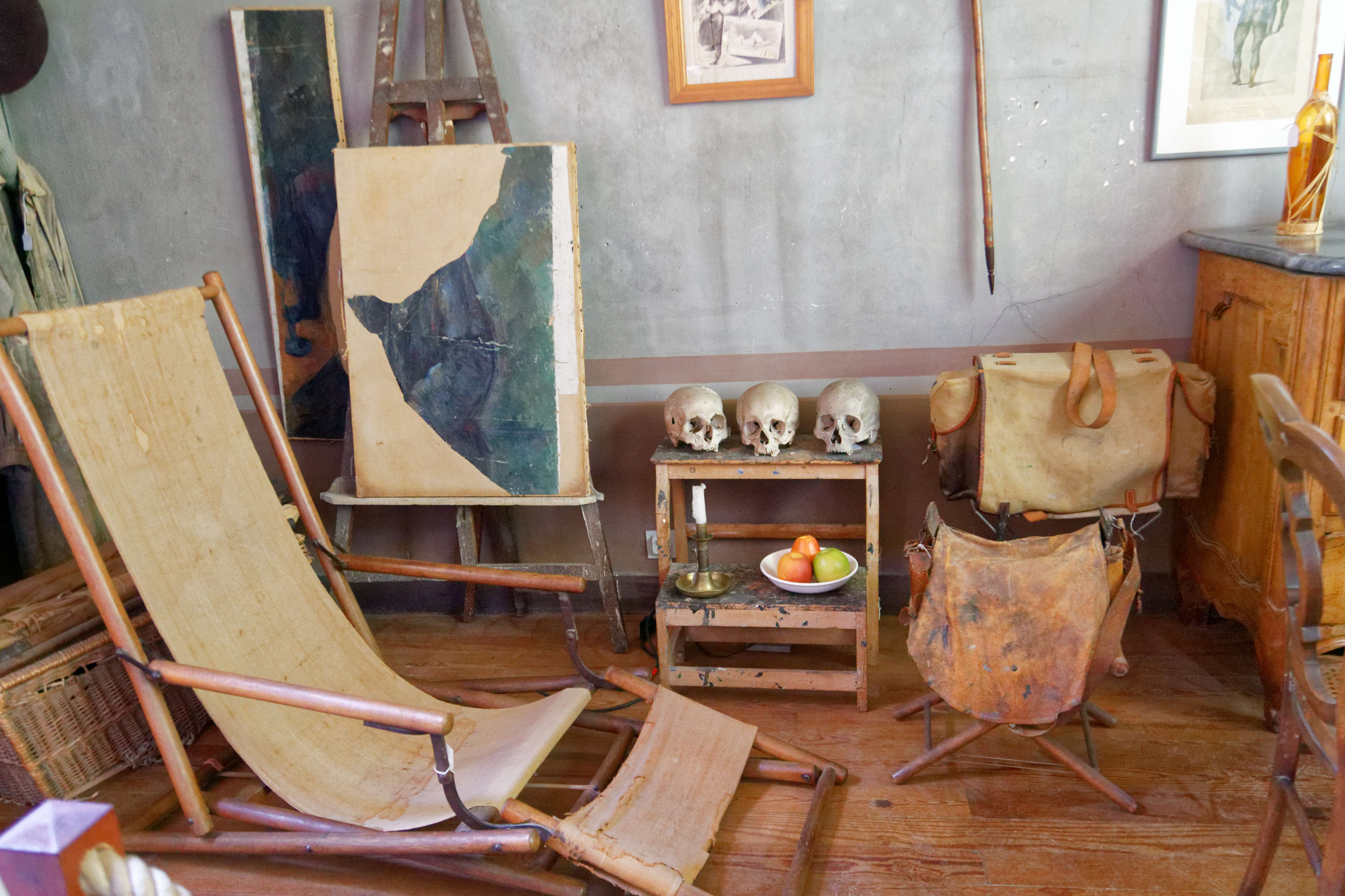
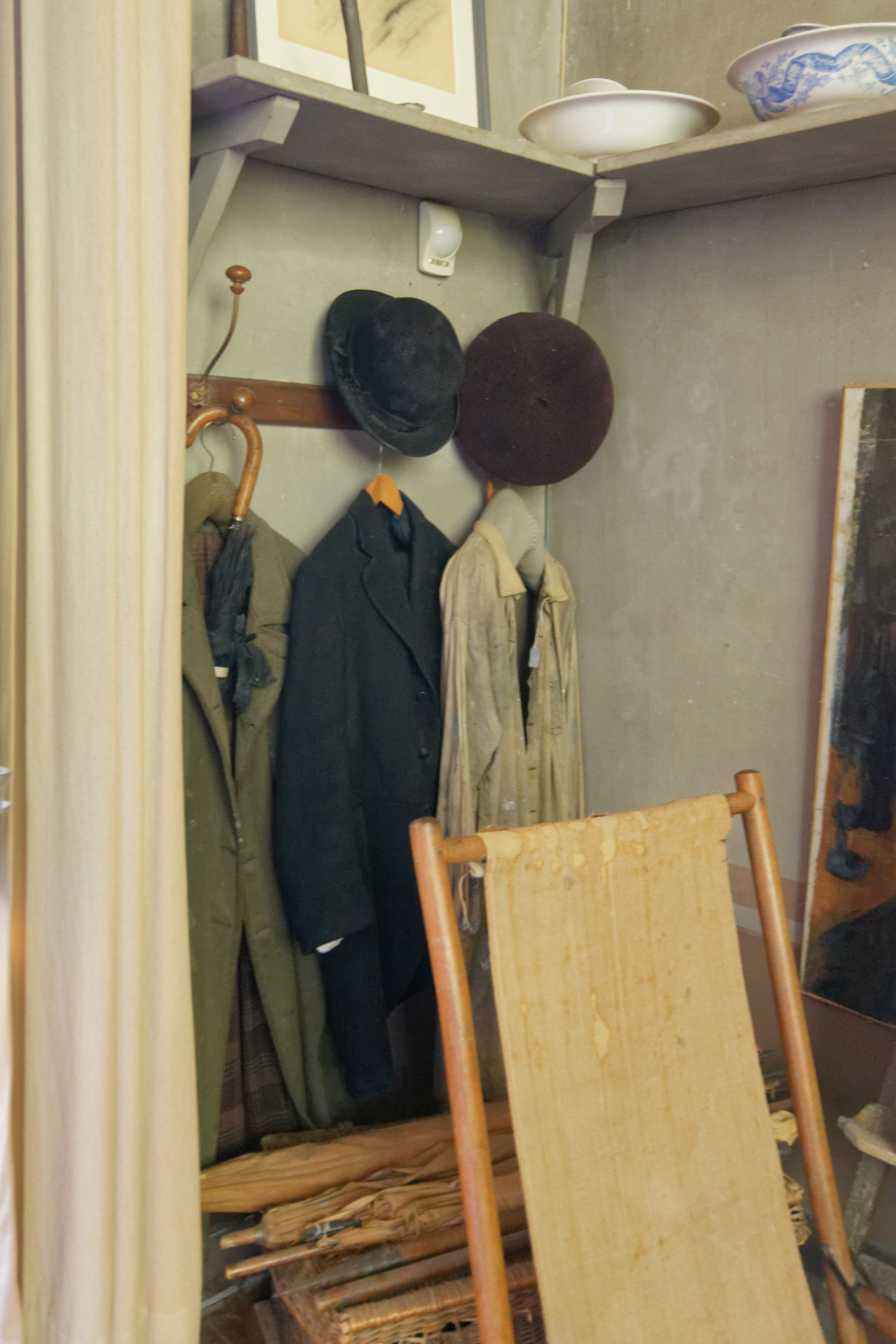

## Le Terrain des peintres
Etwa 1 km vom Atelier entfernt liegt der kleine Erinnerungspark Le Terrain des peintres. Dort hielt sich Cézanne auf, um Motive des Gebirges Montagne Sainte-Victoire zu malen. Bis 1906 entstanden an diesem Ort 44 Ölgemälde und 43 Aquarelle. Neun dieser Werke befinden sich vor Ort als Reproduktionen auf Keramikplastiken.

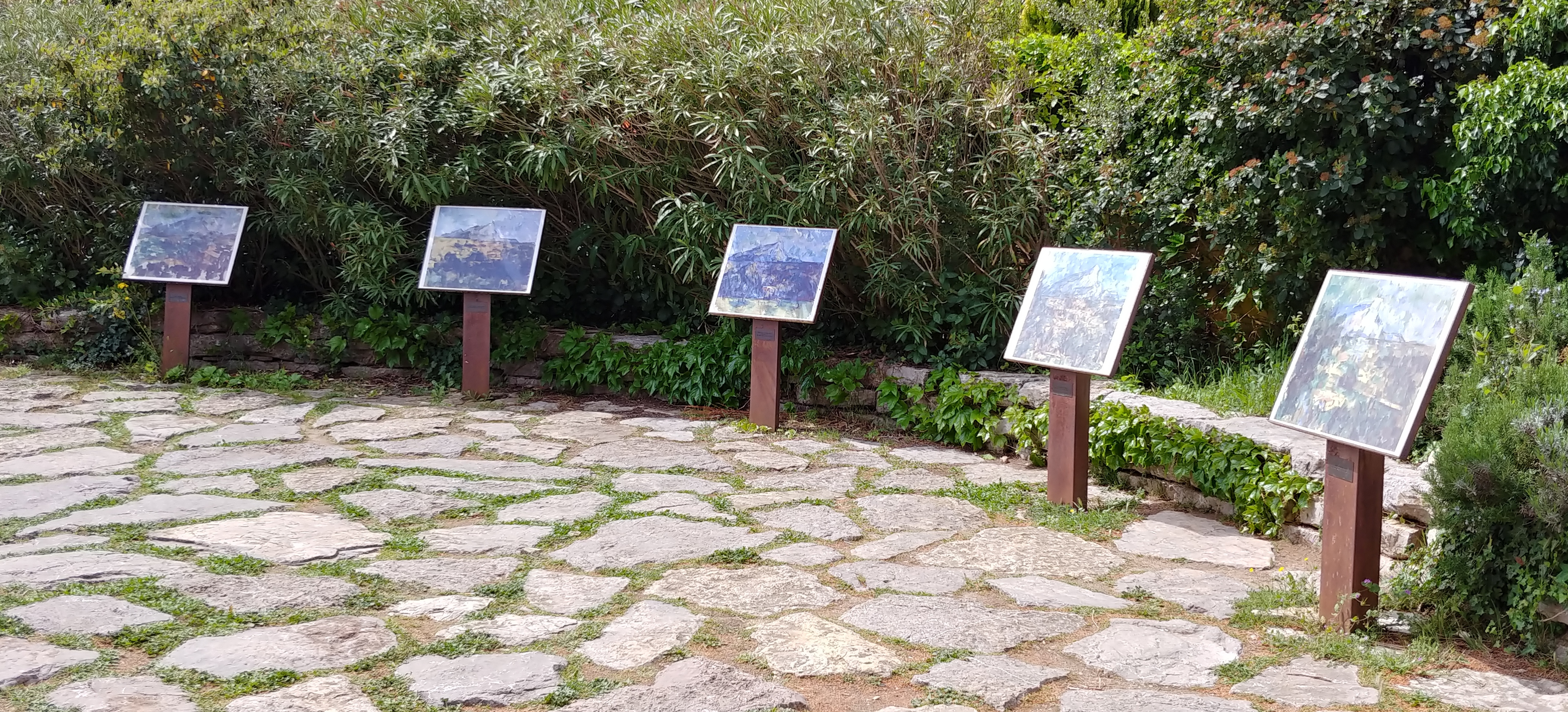
Reproduktionen der Gemälde
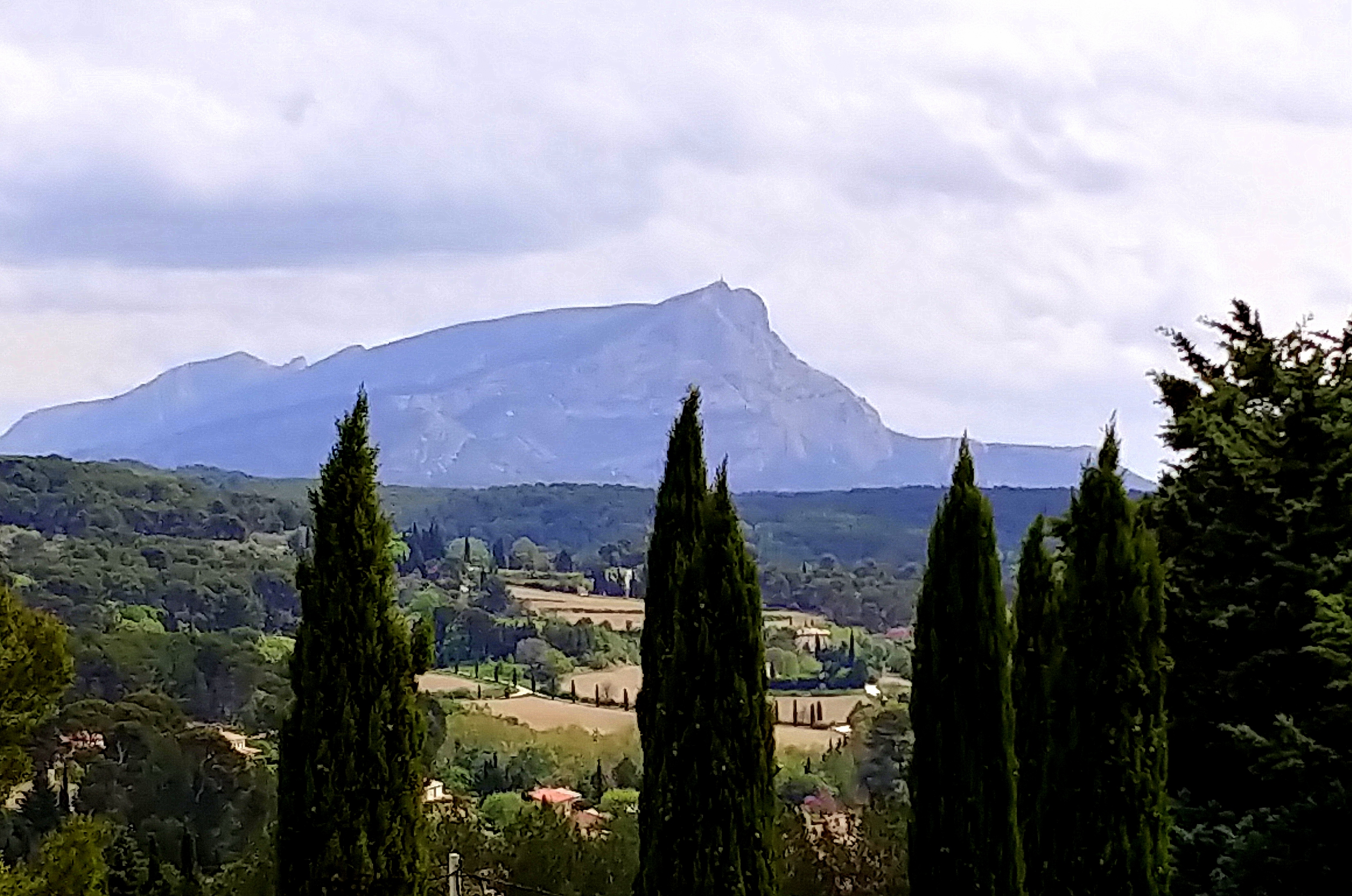
Blick vom Park auf das Gebirge Montagne Sainte-Victoire
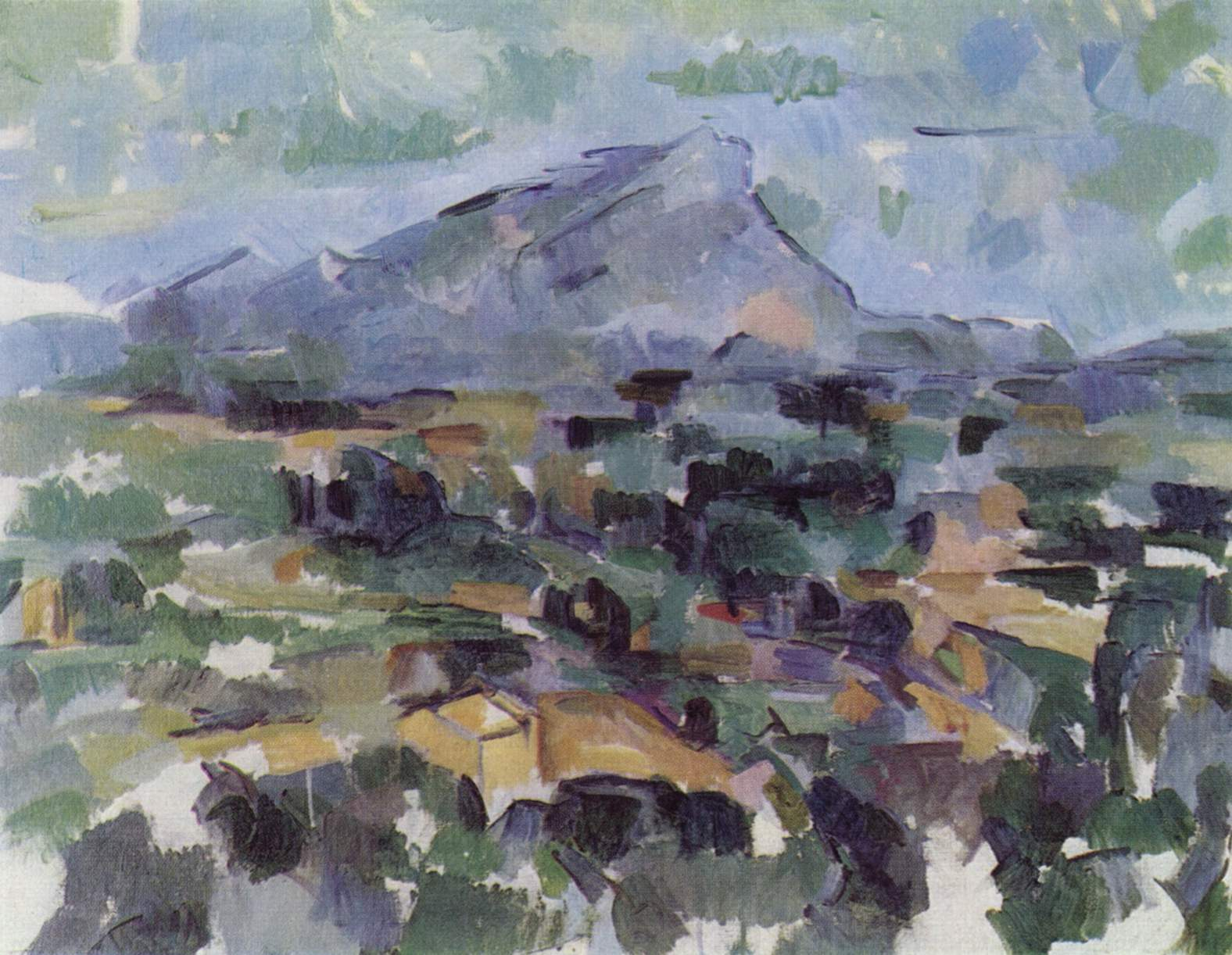
Paul Cézanne: Montagne Sainte-Victoire, 1904–1906